# 小行星3199
小行星3199（3199 Nefertiti）是一颗围绕太阳公转的小行星。1982年9月13日，卡羅琳·舒梅克、尤金·舒梅克在帕洛马山发现了此天体。
該小行星以古埃及王后娜芙蒂蒂命名。
这颗小行星的绝对星等为53.38104926680109等。